# World Business Council for Sustainable Development
O World Business Council for Sustainable Development ("Conselho Empresarial Mundial para o Desenvolvimento Sustentável") (WBCSD) é uma associação mundial de cerca de 200 empresas tratando exclusivamente de negócios e desenvolvimento sustentável.

## Operações
O conselho trabalha em uma variedade de questões relacionadas ao desenvolvimento sustentável. Ele trabalha para atingir os Objetivos de Desenvolvimento Sustentável (ODS) por meio da transformação de seis sistemas econômicos: economia circular, cidades e mobilidade, clima e energia, alimentos, terra e água, pessoas e redefinição de valor. Cada transformação de sistema é configurada como um Programa WBCSD com uma série de Projetos suplementares.
A adesão ao WBCSD é feita por convite do comitê executivo às empresas comprometidas com o desenvolvimento sustentável. O WBCSD tem mais de 240 membros.

## Impacto e influência
Uma pesquisa da Globescan de 2004 considerou o WBCSD a segunda organização de pesquisa em DS mais eficaz. A pesquisa de 2006 da mesma empresa relata que 54% de todos os especialistas entrevistados acreditam que o WBCSD desempenhará um "papel importante" no avanço do desenvolvimento sustentável. Apenas a União Europeia recebeu aprovação mais alta (69%).
Na lista de 2007 do Instituto Ethisphere das 100 Pessoas Mais Influentes em Ética Empresarial, o presidente do WBCSD, Bjoern Stigson, ficou em nono lugar, o que o tornou o segundo líder de ONG mais influente.
A organização ajudou a lançar a Iniciativa de Sustentabilidade do Concreto.

## Governança
O Conselho Empresarial Mundial para o Desenvolvimento Sustentável (WBCSD) é uma organização governada por um Conselho composto de Membros do Conselho das empresas-membro. O Conselho elege o Comite Executivo, incluindo o Presidente e quatro Vice-Presidentes. Entre os ex-Presidentes estão: 
- Rodney F. Chase - BP (1995)
- Livio D. DeSimone - 3M (1996/97)
- Egil Myklebust - Norsk Hydro (1998/99)
- Charles O. Holliday, Jr. - DuPont (2000/01)
- Sir Philip Watts KCMG - Royal Dutch Shell (2002/03)
- Bertrand Collomb - Lafarge (2004/05)
- Travis Engen - Alcan (2006/07)
- Sam DiPiazza - PwC (2008/09)
- Paul Polman - Unilever (2010/11)
- Charles O. Holliday, Jr - Bank of America (2012)

## Controvérsias
Segundo o Greenpeace, o WBCSD está entre os principais responsáveis por impedir que as sociedades globais enfrentem os desafios das mudanças climáticas e da gestão energética nos últimos 20 anos. O Comitê Executivo do WBCSD foi dominado pelas maiores empresas de energia não renovável e intensivas em carbono do mundo, pelo menos até 2011. Segundo o Greenpeace, o comitê executivo do WBCSD tem sido um "Quem é Quem" das maiores empresas intensivas em carbono do mundo.

O Sierra Club colaborou com o World Business Council em diversas iniciativas, além de convidar seus representantes para falar em eventos do Sierra Club. O Environmental Defense Fund recomenda os métodos de auditoria do World Business Council para empresas que buscam reduzir as emissões de gases de efeito estufa, e o Natural Resources Defense Council baseou-se nas diretrizes do WBCSD na elaboração de suas próprias diretrizes para determinar a sustentabilidade dos biocombustíveis. O relatório Vision 2050 do WBCSD foi destacado pelo The Guardian como "o maior plano de ação concertado de sustentabilidade corporativa até o momento - inclui reverter os danos causados aos ecossistemas, abordar o aumento das emissões de gases com efeito de estufa e garantir que as sociedades migrem para uma agricultura sustentável".